# Гамбия на летних юношеских Олимпийских играх 2014
Гамбия на летних юношеских Олимпийских играх 2014, проходивших в китайском Нанкине с 16 по 28 августа, была представлена двумя спортсменами в одном виде спорта.

## Состав и результаты

### Лёгкая атлетика
Гамбию представляли два спортсмена.
Легенда: Q — финал А (медальный), qB — финал B (без медалей), qC — финал С (без медалей), qD — финал D (без медалей), qE — финал E (без медалей).

#### Юноши
| Спортсмен  | Дисциплина | Предварительный раунд | Предварительный раунд | Финал     | Финал |
| Спортсмен  | Дисциплина | Результат             | Место                 | Результат | Место |
| ---------- | ---------- | --------------------- | --------------------- | --------- | ----- |
| Алиеу Джуф | 100 метров | 11,00                 | 11 qB                 | 10,96     | 11    |

#### Девушки
| Спортсмен  | Дисциплина | Предварительный раунд | Предварительный раунд | Финал     | Финал |
| Спортсмен  | Дисциплина | Результат             | Место                 | Результат | Место |
| ---------- | ---------- | --------------------- | --------------------- | --------- | ----- |
| Фанта Мбие | 200 метров | 26,31                 | 16 qB                 | 26,65     | 16    |